# バエクラの戦い
バエクラの戦い（バエクラのたたかい）は、第二次ポエニ戦争中の紀元前208年に発生した戦闘。イベリア半島のローマ軍の指揮を執ることとなったスキピオ・アフリカヌスにとって最初の大規模野戦であり、ハスドルバル・バルカ率いるカルタゴ軍に勝利した。

## 序幕
ポリュビオスによると、スキピオが奇襲によりカルタゴ・ノヴァ（現在のカルタヘナ）を奪取した後、イベリア半島のカルタゴ軍は3つに分かれており、また3人の将軍たちは不仲であったため、ローマ軍はそれぞれを個別撃破する機会を得た。
紀元前208年の初頭、スキピオはバエティス川（現在のグアダルキビール川）沿いのバエクラ（現在のサント・トメ en）で冬営しているハスドルバルの軍に向かって進撃した。ローマ軍の接近を知ったハスドルバルは、野営地を防御に適した位置 - 側面を渓谷によって、前後を川によって防御されたバエクラ南の高地の平坦部である - に移動した。さらに、平坦部を2段に工事し、下段には軽歩兵が、上段には主力軍が野営していた。
バエクラに到着したスキピオは、強固に防御された野営地をどのように攻撃すればよいか分からなかったが、何らかの行動を取らなければ残り2つのカルタゴ軍がハスドルバルに合流してくる可能性があった。このため到着3日目に攻撃を開始した。

## 戦闘
主力による攻撃に先立ち、スキピオは分遣隊1個を両軍を隔てる渓谷に派遣し、もう1個の分遣隊をバエクラに繋がる道路に派遣し、主力軍が奇襲を受けないように配慮するとともに、カルタゴ軍の撤退経路を封鎖した。
この準備の後、ローマ軍軽歩兵部隊が、高地の下段に陣取るカルタゴ軍軽歩兵に向かって前進した。急な登りとカルタゴ兵の投擲武器による攻撃に苦しんだが、坂を登りきって白兵戦となると、ローマ兵はカルタゴ兵を突き崩した。
スキピオはこの前衛部隊を増強するとともに、翼包囲戦を試みた。副将のガイウス・ラエリウスに軍の半数を率いてカルタゴ軍右側面を攻撃するように命じ、スキピオ自身は左側面を攻撃した。
一方ハスドルバルは、ローマ軍の攻撃は小競り合い程度で本格的な攻撃では無いと判断していたため（スキピオは彼の本軍をカルタゴ軍野営地から見えない場所に配置していた）、自身の主力軍を適切に配置していなかった。このため、不十分な陣形のカルタゴ軍は3方向からローマ軍に攻撃されることとなった。
ハスドルバルは罠にはまってしまったが、それでも戦象、補給部隊、カルタゴ歩兵の大部分は脱出できた。カルタゴ軍の損失は主として軽歩兵とイベリア同盟国軍兵士であった。これはローマ軍が追撃よりもカルタゴ軍野営地の略奪を優先したからであった。

## その後
この戦闘の後、ハスドルバルは戦力低下した軍を率い、ピレネー山脈を越えてガリアに入った。その後イタリアに侵入しハンニバルと合流しようとしたが失敗し、戦死した（メタウルスの戦い）。
スキピオもハスドルバルをイベリア半島から逃したことを批判されることもあるが、敵対する部族も多い未知の山岳地域を追跡した場合、イベリアに残る2個のカルタゴ軍とハスドルバル軍の挟み撃ちに合い、トラシメヌス湖畔の戦いの二の舞になる可能性もあった。その代わり、スキピオは軍をタラッコ（現在のタラゴナ）に撤退させ、カルタゴ・ノヴァの陥落以降にローマ側に付いたイベリア部族との同盟関係強化に努めた。
一方、カルタゴの援軍は冬の間にイベリア半島に到着し、これまでの損失を取り戻すための最後の軍事行動を開始することとなるが、これも失敗した（イリッパの戦い）。

## 参考資料
- Liddell-Hart, B.H. (1926). Scipio Africanus: Greater than Napoleon. ISBN 0-306-80583-9
- Bagnall, Nigel (1990). The Punic Wars. ISBN 0-312-34214-4
- Polybius Ian Scott-Kilvert訳 (1979). ISBN 0-14-044362-2
- Lancel, Serge Antonia Nevill訳 (2000). Hannibal. ISBN 0-631-21848-3
- Polybius (2014). Complete Works. DelphiClassics.com (Greek & English)
- Livius, Titus (2014). Complete Works of Livy. DelphiClassics.com (in Latin & English)

座標: 北緯38度01分00秒 西経3度06分00秒 / 北緯38.0167度 西経3.1000度